# Nerina Pallotová
Nerina Natasha Georgina Pallotová (* 26. dubna 1974 Londýn) je anglická zpěvačka, hudebnice a skladatelka. Je představitelkou rockové písničkářky s přesahy do pop music, jejími vzory byly Kate Bushová, Carole King a Sheryl Crow.
Pochází z rodiny s francouzskými a indickými kořeny, vyrůstala na ostrově Jersey a od dětství hrála na klavír. Vystudovala Wellington College a pracovala ve společnosti Mute Records, v roce 2001 vydala u Polydoru debutové album. Jejím nejúspěšnějším singlem byla skladba „Everybody's Gone to War“, v níž odsoudila válku v Iráku. V roce 2007 byla nominována na Ivor Novello Awards a BRIT Awards. Autorsky se podílela na albu Kylie Minogue Aphrodite.
Jejím manželem je producent a skladatel Andy Chatterley. Mají syna, který se jmenuje Wolfgang Amadeus Chatterley.

## Diskografie
- Dear Frustrated Superstar (2001)
- Fires (2005)
- The Graduate (2009)
- Year of the Wolf (2011)
- The Sound And The Fury (2015)
- Stay Lucky (2017)